# Cosmos 1443

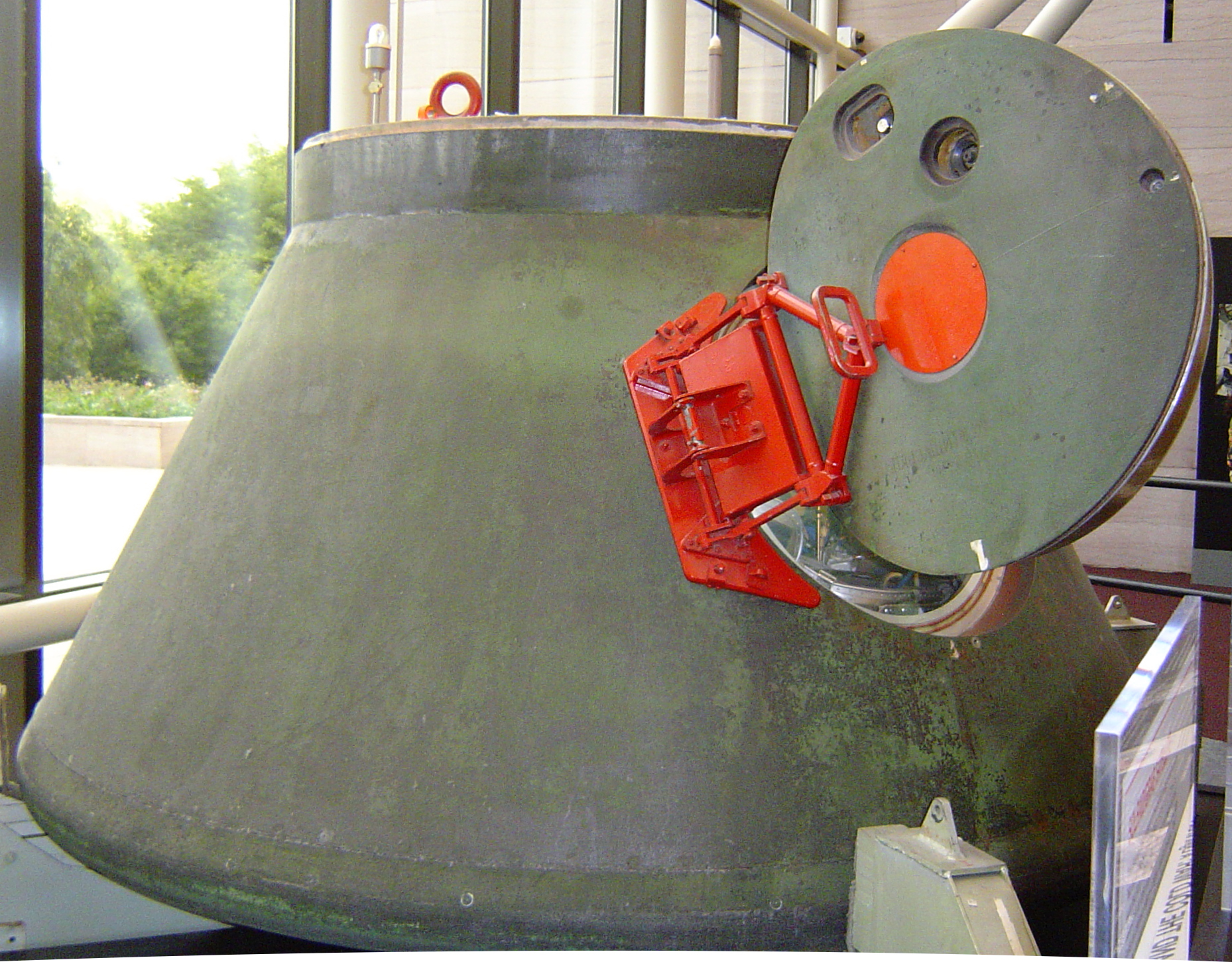
capsule de rentrée de Cosmos 1443.

Cosmos 1443 (en russe : Космос 1443) était un vaisseau TKS inhabité (TKS-3), similaire à Cosmos 1267 (TKS-2) lancé vers Saliout 6 le 25 avril 1981. C'était le deuxième vaisseau TKS lancé vers une station spatiale. Il a été lancé le 2 mars 1983 à 9 h 30 TU sur une orbite 199-269 km et s'est amarré à la station spatiale soviétique Saliout 7 le 10 mars. 
Mesurant 13 m de long pour 4 m de large et avec une masse d'environ 20 tonnes, Cosmos 1443 représentait une extension notable pour la station, de plus, avec 2 panneaux solaires de 20 m² chacun, il accroissait la puissance électrique disponible à bord de la station de 3 kW.
Cette fois, la capsule VA (Vozvrashaemiy Apparat) est restée attachée au module FGB du vaisseau, afin de pouvoir ramener sur Terre du fret en provenance du complexe orbital.
Le 14 août, Cosmos 1443 se détache de Saliout 7 à 14 h 04 TU et le 23 août à 11 h 02 TU, la capsule de rentrée VA se détache du module FBG et effectue une rentrée atmosphérique avec 500 kg de matériel.